# NGC 4002
NGC 4002 est une vaste galaxie lenticulaire située dans la constellation du Lion. NGC 4002 a été découverte par l'astronome germano-britannique William Herschel en 1785.

## Caractéristiques
NGC 4002 présente une large raie HI et de plus elle est dotée d'un noyau en retrait (RET, retired nucleus).

### Distance
Sa vitesse par rapport au fond diffus cosmologique est de 6 897 ± 48 km/s, ce qui correspond à une distance de Hubble de 101,7 ± 7,2 Mpc (∼332 millions d'al).

### Classification
La classification de galaxie spirale par la base de données HyperLeda et par Wolfgang Steinicke semble incorrecte. Aucun bras n'est visible sur l'image obtenue de l'étude SDSS.

## Paire de galaxies
Selon E.L. Turner, les galaxies NGC 4002 et NGC 4003 forment une paire de galaxies rapprochées.